# Gaio Rabirio (poeta)
Gaio (?) Rabirio (in latino Gaius Rabirius; Roma, ... – 8 d.C. circa) è stato un poeta romano, esponente dell'epica storica celebrativa.

## Biografia
Di Rabirio non abbiamo notizie biografiche certe: viene comunemente datato all'età augustea sulla base di una testimonianza di Ovidio, che lo pone tra i poeti celebri della sua epoca e da Velleio Patercolo, che lo inserisce tra i grandi ingenia dell'epoca.

## Bellum civile
Sulla base dei 5 brevissimi frammenti pervenuti, lo si ritiene autore di un poema epico storico sulla guerra civile tra Augusto e Marco Antonio: si tratterebbe, in effetti, per la mistione tra storia ed erudizione presente nei versi pervenuti, di una sorta di precursore di Lucano
Nei frammenti pervenutici, notevole è il Fr. 2, che richiamerebbe, secondo la fonte che lo cita, le ultime parole di Antonio morente: hoc habeo, quodcumque dedi e che sarebbe stato riecheggiato in Lucano: probabilmente Rabirio aveva, come sarebbe stato nella Pharsalia, una tendenza stoicheggiante che si rifletteva in una sorta di epica declamatoria.

Probabilmente il poeta si concentrava sulla battaglia di Azio e gli eventi precedenti, visto che sempre Ovidio afferma che Rabirio avrebbe trattato di battaglie navali e della guerra in Egitto.
Dopo la scoperta di un papiro di Ercolano sulla battaglia di Azio, di 67 versi, gli è stato attribuito questo frammento, per consonanza di argomento: molti studiosi, comunque, a causa dello stile sciatto e mediocre del brano, tendono ad assegnarlo ad una composizione scolastica più tarda.